# 일본뒤쥐
일본뒤쥐(Urotrichus talpoides) 또는 히미즈(ヒミズ)는 진무맹장목 두더지과에 속하는 포유류의 일종이다. 일본의 고유종이다. 일본뒤쥐속(Urotrichus)의 유일종이다.

## 분포
일본의 혼슈, 시코쿠, 규슈 전역에 분포한다.